# Levantamento das Caldas
O Levantamento das Caldas, também referido como Intentona das Caldas, Revolta das Caldas ou Golpe das Caldas, foi uma tentativa de golpe de Estado frustrada, ocorrida em 16 de Março de 1974, em Portugal.
O golpe foi descrito pelo "capitão de Abril" Garcia dos Santos como "uma tentativa de avançar com o golpe que não foi devidamente preparada", tendo sido precursor da Revolução de 25 de Abril seguinte, que derrubou o regime ditatorial do Estado Novo Português. É referido, por vários autores, como o catalisador que aglutinou o oficialato em torno do Movimento das Forças Armadas (MFA), transformando-se no leitmotiv para a adesão de quase todas as unidades militares à Revolução de Abril, que o mundo viria a conhecer como a Revolução dos Cravos. 
Na coluna militar vinham duzentos homens comandados pelo Capitão Armando Marques Ramos, que foram presos e distribuídos pelos presídios de Santa Margarida, RAL1 e dos trinta e três oficiais que nela vinham integrados, os 11 considerados pelo regime como mais implicados, recolheram a prisão da Trafaria, onde permaneceram até dia 25 de Abril de 74. 
Ao verem os seus camaradas do Levantamento Militar das Caldas da Rainha, presos, na Trafaria, o oficialato dos três ramos das Forças Armadas, não poderia ficar impassível e permitir que a Ditadura triunfasse, continuando o país sem liberdade, democracia e paz e a suportar uma guerra infindável, sorvedouro de vidas e jorro de estropiados em três teatros de guerra distantes milhares de quilómetros entre si e da sua base logística.
Os militares presos na Trafaria deram o pontapé de saída e o alento necessário para que o êxito da Revolução se alcançasse sem derramamento de sangue mas dando lugar a uma festa de flores.
O Capitão Salgueiro Maia diria no livro “Capitães de Abril”, de Alexandre Pais e Ribeiro da Silva, na pág. 74:
«Havia agora camaradas nossos na prisão e, como se sabe, no Exército a Camaradagem é algo de muito forte e a base da estrutura.
Quando sabemos que um indivíduo que passou connosco quatro anos na Academia Militar e algumas comissões no Ultramar, arriscando a vida, está preso algures pelo simples facto de comungar dos mesmos ideais só há duas hipóteses: vamos ter com ele a bem ou a mal. Nós tínhamos de ir buscá-los. 
À falta de melhor motivo e no mínimo dos casos a acção seria desencadeada para libertar esses homens.»
Igual fervor revolucionário se lê no livro “Capitão de Abril, Capitão de Novembro”, do Coronel Sousa e Castro, ex-Conselheiro da Revolução, na pag.92; O comandante das forças em parada na Escola Prática de Infantaria de Mafra, Capitão Rui Rodriguês diz: 
A revolução começou. Vamos libertar os nossos camaradas que estão presos desde o 16 de Março. A nossa missão é ocupar o aeroporto, quem não quiser vir sai da formatura…
Sousa e Castro concluiu: «Este é um discurso da própria madrugada de 25 de Abril que estabelece uma relação com o 16 de Março…» 
Otelo Saraiva de Carvalho ironizou:
«Essa coisa falhada a que o Professor Marcelo Caetano chamará — irreflexão, talvez ingenuidade — redundou semanas depois no 25 de Abril de 1974.»
Entre os instigadores, mais diretos do golpe do 16 de Março, encontravam-se os Majores Luís Casanova Ferreira, Otelo Saraiva de Carvalho, Manuel Soares Monge, Capitães Ferreira da Silva, Virgílio Varela, Armando Marques Ramos e Tenente Victor da Silva Carvalho.

## História
Antes deste Levantamento Militar, dois acontecimentos galvanizaram as movimentações que viriam a derrubar a ditadura. A insatisfação, entre as Forças Armadas Portuguesas, com a Guerra Colonial, nomeadamente quando os oficiais de carreira do exército se sentiram alienados por uma medida, inaceitável para eles, de meados de 1973 (decretos Sá Viana Rebelo), visando facilitar o ingresso na Academia Militar por forma a garantir o crescimento dos quadros, que causava o desprestígio da carreira militar.
O segundo acontecimento foi a publicação, a 22 de fevereiro de 1974, da obra Portugal e o Futuro, do general António de Spínola, onde este defende que a solução para a guerra colonial deveria ser política e não militar, a negociação de uma autonomia para as colónias e uma alternativa à liderança de Marcelo Caetano.
Mais tarde, a 5 de Março ocorre a reunião da Comissão Coordenadora do MFA. Foi lido, e decidido pôr a circular no seio do Movimento dos Capitães, o primeiro documento do Movimento contra o regime e a Guerra Colonial. Intitulava-se "Os Militares, as Forças Armadas e a Nação" e foi elaborado pela "Comissão de Redacção" do Movimento, constituída por Ernesto Melo Antunes, Vasco Gonçalves e Victor Alves.
No mesmo mês, a 14, o governo de Marcelo Caetano demite os Generais António de Spínola e Francisco da Costa Gomes respectivamente dos cargos de Vice-Chefe e Chefe de Estado Maior General das Forças Armadas, alegando falta de comparência na cerimónia de solidariedade com o regime, jocosamente intitulada pelo MFA de "Brigada do Reumático", levada a cabo pelos Chefes dos três ramos das Forças Armadas. A demissão dos dois generais virá a ser determinante na aceleração das operações militares contra o regime. Ver livro «Alvorada em Abril».
Desse modo, a 16 de Março e como o capitão Armando Marques Ramos, que não pertencia ao Regimento, chegou de Lisboa, com a indicação de que havia ordem do Movimento para que se avançasse de imediato e apesar de originalmente estar prevista a participação de outras unidades militares, apenas o Regimento N.º 5, das Caldas da Rainha, avançou para Lisboa, sob o comando do próprio Capitão Armando Ramos. 
Sendo emissário da Comissão Militar do Movimento das Forças Armadas então constituída pelos majores Otelo Saraiva de Carvalho, Manuel Soares Monges, Luís Casanova Ferreira e Capitão Armando Marques Ramos — representando, nesta comissão, o grupo dos oficiais do quadro permanente oriundos de milicianos — este último, por decisão da comissão Militar, pressionada pelo clima de sublevação das unidades militares, na sequência da cerimónia de vassalagem dos oficiais generais, ao governo de Marcelo Caetano, de dia 14 de Março de 74 (designada ironicamente, no pós 25 de Abril, por “beija-mão dos Generais” a que honrosamente faltaram Costa Gomes e António de Spínola) seguiu na noite de 15 de Março, para o Regimento de Infantaria nº5 das Caldas da Rainha.
Levava consigo uma incipiente ordem de operações elaborada (improvisada e muito à pressa) pela Comissão Militar, onde constavam indicações muito precisas sobre a missão que o Regimento de Infantaria 5 deveria cumprir. Assim, após a chegada do emissário da Comissão Militar do então denominado “Movimento dos Capitães” ao Regimento, efectuaram-se duas reuniões, na primeira dos quais os cerca de trinta graduados presentes escolheram livremente o Capitão Armando Marques Ramos, sob cujas ordens se dispunham a actuar.
O visado rejeitou liminarmente essa escolha, escudando-se na lógica de que só pode comandar quem conhece a tropa e ele ali, alegava conhecer apenas alguns dos presentes; três capitães do seu curso e dois tenentes contemporâneos da Academia Militar.
Estes oficiais decidiram então convocar outra reunião, com todos os graduados da unidade a qual ocorreria por volta das duas horas da manhã. 
Nesta reunião, alargada a Aspirantes, a Oficiais e Furriéis foram determinantes para superarem a recusa veemente do Capitão Armando Ramos, em comandar pelas razões que aduzira, as intervenções dos seus contemporâneos da Academia Militar, junto da nova Assembleia, engrossada de mais quarenta militares, inflamando-os com a informação do prestígio de que gozava no Movimento das Forças Armadas, por ser veterano de guerra da Guiné e de Angola, condecorado com duas cruzes de guerra, que o consagraram herói nacional em duas cerimónias públicas de celebração do 10 de Junho, no Terreiro do Paço, “lenga-lenga”, que grudou, de forma electrizante, todos os presentes. 
Tanto bastou para que se erguesse um corpo de revoltosos com a mesma aceitação, entusiasmo e paroxismo que haveria de transformar Portugal num país antifascista na aceitação plena da Revolução a 25 de Abril 74, tal como aconteceria na madrugada desse dia, em Mafra, segundo o livro “Capitão de Abril, Capitão de Novembro” da autoria do Coronel Sousa Castro, ex — Conselheiro da Revolução, na pag.92, em 25 de Abril “… este leitmotiv que a libertação dos oficiais presos constituía emerge, quando o capitão Rui Rodrigues, ao fazer o levantamento da sua companhia de infantaria, com que saiu da EPI de Mafra, diz”: 
«A revolução começou. Vamos libertar os nossos camaradas que estão presos desde o 16 de Março. A nossa missão é ocupar o aeroporto. Quem não quiser vir sai da formatura… Este é um discurso da própria madrugada do 25 de Abril que estabelece uma relação directa com o 16 de Março».
Depois de muito tempo perdido a discutir, foi encontrada a solução: O Capitão Armando Ramos seria coadjuvado no comando pelos Tenentes Victor da Silva Carvalho e Caetano Barros, argumento que mitigou o alegado desconforto daquele que assentava no desconhecimento da tropa do Regimento.
O Capitão Ramos explicou então das razões, que originavam a missão atribuída à unidade e do sentido da operação subsequente que não carecia de todos os graduados presentes, pelo que passou a fazer a escolha entre os que se voluntariaram e em função das especializações de cada um, que se coadunariam com a missão. Pelas 4 horas da madrugada a coluna do RI-5 franqueava os portões da unidade. 
Entretanto, Otelo Saraiva de Carvalho chega à EPI (Mafra) e o Oficial de Dia, Capitão Babo de Castro dá-lhe conta de que as tropas da unidade se encontravam no campo, na chamada “Semana de Endurecimento” com que culminavam as recrutas.
Depois de Otelo deixar Mafra, Babo de Castro pôs-se em contacto via-rádio com as tropas em exercício e conseguiu mobilizar uma companhia que saiu até Belas, comandada pelo Capitão Santos Júnior e como não conseguiram contacto rádio regressou a quartéis (nesse tempo ainda não existiam telemóveis).  
Entrementes, em Lisboa, o Major Manuel Soares Monge com o Major Jaime Neves, deslocaram-se a Cavª 7 porque o General António de Spínola informara do antecedente que Costa Gomes havia conseguido a adesão do Coronel Romeiras, ao “Movimento dos Capitães”, mas este mandou os dois majores aguardarem, numa sala ao lado do seu gabinete, e telefonou ao seu cunhado Coronel Viana de Lemos, então Secretário de Estado do Exército. 
Minutos depois abriu a porta do gabinete informando da sua recusa em aderir aos dois majores, os quais, estupefactos fizeram uma rápida meia volta e saíram do Regimento de Cavalaria 7, esperançados de que os majores Otelo e o Luís Casanova Ferreira fossem melhor sucedidos. Passaram a telefonar para outras unidades onde havia camaradas do movimento, mas de nenhuma delas conseguiram qualquer adesão.  
Por sua vez, neste ínterim, Luís Casanova Ferreira que havia seguido para a EPC em Santarém, recebeu a mesma resposta de Salgueiro Maia que, para além de não ter pessoal, acrescentou que o Comandante, receoso do “Movimento de Capitães” havia levado as munições dos canhões dos carros de combate para os paióis de Santa Margarida.
Nas correrias dessa noite, em encontros e desencontros, Luís Casanova Ferreira e Manuel Monge sabendo que o regimento das Caldas vinha já a caminho de Lisboa, lançam-se à estrada depois de receberem o conselho do General Spínola para o fazerem parar e retroceder às Caldas, o que viriam a conseguir. 
Neste mesmo lapso de tempo Otelo, isolado dos outros dois camaradas, mas sabendo também que o RI5 das Caldas estava na estrada, teve a intuição de que o melhor era ir também ao seu encontro depois de aconselhado por Vítor Alves e outros camaradas. Acompanhado do Major Miquelina Simões já não conseguiram passar da rotunda do Relógio, do Aeroporto, porque as forças da repressão do regime estavam a movimentar-se e ali as encontraram, tendo a felicidade de passarem despercebidos. 
Otelo e Miquelina Simões eram sete horas da manhã, assistiram na praça circular de São Cristóvão ao ajuntamento maciço das “forças da ordem” tomando posições à entrada da cidade atabalhoadamente e tiraram boas notas sobre todas as forças envolvidas, GNR, Legião, PIDE, BC5, RC7, a PM do RL2; efectivos, carros de combate M47 e Panhard e equipamento de todo o tipo, que se iriam revelar da maior utilidade no planeamento das operações, para a Revolução de Abril.
Enquanto isto acontecia, para perplexidade e fortuna de Otelo e Miquelina Simões, os majores Casanova Ferreira e Manuel Monge, que tinham logrado passar a portagem de Lisboa sem qualquer mau encontro, ao avistarem a coluna das Caldas na subida que se segue à ponte do Rio Trancão acenaram para parar e num ápice esbaforidamente, explicaram ao Capitão Armando Ramos que o Movimento “borregara” e que o General Spínola aconselhara a que a coluna regressasse a quartéis. 
Incrédulo e inconformado porque os telefonemas da véspera em casa de Manuel Monge transmitiam indignação, revolta e fogosidade para a acção em especial, o do Major Ferreira da Silva do CIOE de Lamego que se dizia já “sobre rodas”. O Capitão Ramos teimava em prosseguir, esperançado na maturação do movimento e na fraqueza do regime, acreditava que se ocupassem o Aeroporto e aí resistissem, os quartéis de Norte a Sul do país saltariam um a um, espontaneamente e a seu tempo.
As ligações rádio falharam, ninguém respondia aos apelos feitos durante a marcha a caminho de Lisboa, pelo que Armando Ramos acabou convencido pelos camaradas mais velhos e a coluna regressou às Caldas. Passadas uma dúzia de horas, depois de um cerco ao RI5 pelas tropas da Região Militar Centro, imperou o bom senso… Todo o pessoal seria preso em Santa Margarida e RAL1 e dos oficiais, os considerados mais responsáveis, foram parar à prisão da Trafaria, onde durante quarenta dias, lhes era impossível adivinhar quão longo seria o seu cativeiro, e só tinham uma certeza que lhes corroía a alma — a de que tinham destruído as respectivas famílias e o futuro dos filhos. 
Para tornar tudo mais negro, na prisão, os oficiais Averiguantes da Intentona das Caldas, bem escolhidos entre os fiéis do regime, matraqueavam a cabeça a paciência dos reclusos. Deprimidos e em imaginável sofrimento seriam salvos de tão penosa situação, pelo rebentamento da “BOMBA” de que haviam sido detonador, o 25 de Abril de 74, portador dos valores que o povo tanto preza defender!